# Nouvelles Images
 (février 2024).
Nouvelles Images est une société française d'édition de produits d'image fondée en 1957 par Jacques et Nicole Blanc. Son chiffre d'affaires annuel atteint 30 millions d'euros en 2008 et elle emploie près de 200 personnes dans 7 pays différents. Ses produits sont distribués dans plus de 60 pays à travers le monde.

## Métier
Sous l'appellation produits d'images, Nouvelles Images édite des stickers muraux, des cartes postales, des cartes de vœux, des affiches (poster), des reproductions sur toiles et des calendriers. Inventeur de concepts de produits d'images comme la carte postale Fold'n Please ou des premiers stickers de décoration murale, les homestickers, Nouvelles Images cherche à se distinguer par la qualité artistique et graphique de ses produits.

## Brève histoire
- En novembre 1957, Jacques et Nicole Blanc créent à Paris un "Club des Nouvelles Images" qui propose à un groupe d'abonnés épris d'art contemporain des cartes de vœux, des objets, un livre, un disque et une revue. Cette expérience de vente directe marquera les 15 premières années de la société. Un livre retraçant cette période Nouvelles Images, une aventure moderne a été édité en 2008.
- En 1963, Nouvelles Images s'installe à Lombreuil, un village du Loiret, et se consacre à l'édition des artistes du XXe siècle. Le club devient alors une petite société d'édition. Petit à petit, les produits sont distribués dans des librairies, des musées et très tôt à l'international.
- C'est en 1968 que Nouvelles Images édite sa première Affiche : un format géant 120 x 160 reproduisant un agrandissement d'un Oiseau blanc sur fond bleu de Georges Braque.
- En 1985 Nouvelles Images propose à un couple d'artistes alors peu connus en France, Christo et Jeanne-Claude, d'éditer des cartes postales de dessins et de photo du Pont-Neuf qu'il s'apprêtent à emballer à Paris. Ils obtiennent l'exclusivité
- C'est à la fin des années 1980 que la société accroit son développement à l'étranger en s'implantant directement d'abord en Allemagne puis aux USA, en Grande-Bretagne et aux Pays-Bas.
- En 1989 est lancée une collection de reproduction d'auteurs classiques, sous la marque Retrospective. Vendues à bas prix, ces images d'une grande fidélité à l'original se vendront à plusieurs millions d'exemplaires.
- En 1998, dans le cadre d'un accord de licence de brevet avec la société Arcade Discrétion, Nouvelles Images lance la Fold'n Please, une carte postale panoramique possédant un volet permettant de cacher la correspondance. Aujourd'hui encore, c'est une des cartes préférée des musées.
- Les grands noms de l'art et de la photographie seront édités par Nouvelles Images, des classiques comme Monet ou Van Gogh aux contemporains Keith Haring ou Niki de Saint Phalle. Les collections Nouvelles Images de cartes postales de photos d'Henri Cartier-Bresson ou de Robert Doisneau sont les plus importantes existant actuellement.
- En 2013, la société Nouvelles Images SA a été placée en liquidation judiciaire.

## Distribution
Les produits de Nouvelles Images sont distribués dans trois grands types de réseaux commerciaux : la distribution maison au travers d'enseignes comme Ikea, Leroy Merlin, Castorama, Fly, Hornbach, Butlers, Cargo Home Shops, la distribution culture au travers des enseignes de librairies, papeteries, carteries comme Cultura ou Relay et enfin la distribution musées, bénéficiant de son fonds d'images d'art considérable. De nombreux sites web vendent également à travers le monde les produits Nouvelles Images.